# Hypnogramme

Hypnogramme représentant une nuit de sommeil

Un hypnogramme est un graphique permettant de visualiser les différentes phases de sommeil et de veille pour une espèce donnée. Cette courbe est réalisée par électro-encéphalographie.
L'axe des abscisses indique le temps écoulé et l'axe des ordonnées indique l'activité du cerveau, depuis le repos le plus profond en bas, jusque l'activité la plus intense en haut. Des couleurs peuvent être utilisées pour bien mettre en évidence certaines phases du sommeil, par exemple ici, a été mise en rouge celle du sommeil paradoxal, qui correspond aux rêves. La phase de sommeil profond est généralement plus marquée en début de nuit, comme c'est le cas ici. Un hypnogramme réalisé sur une longue durée montre des parties qui se répètent. Ce sont des cycles qui durent habituellement entre une heure et demie et deux heures.